# Sabaa Tahir

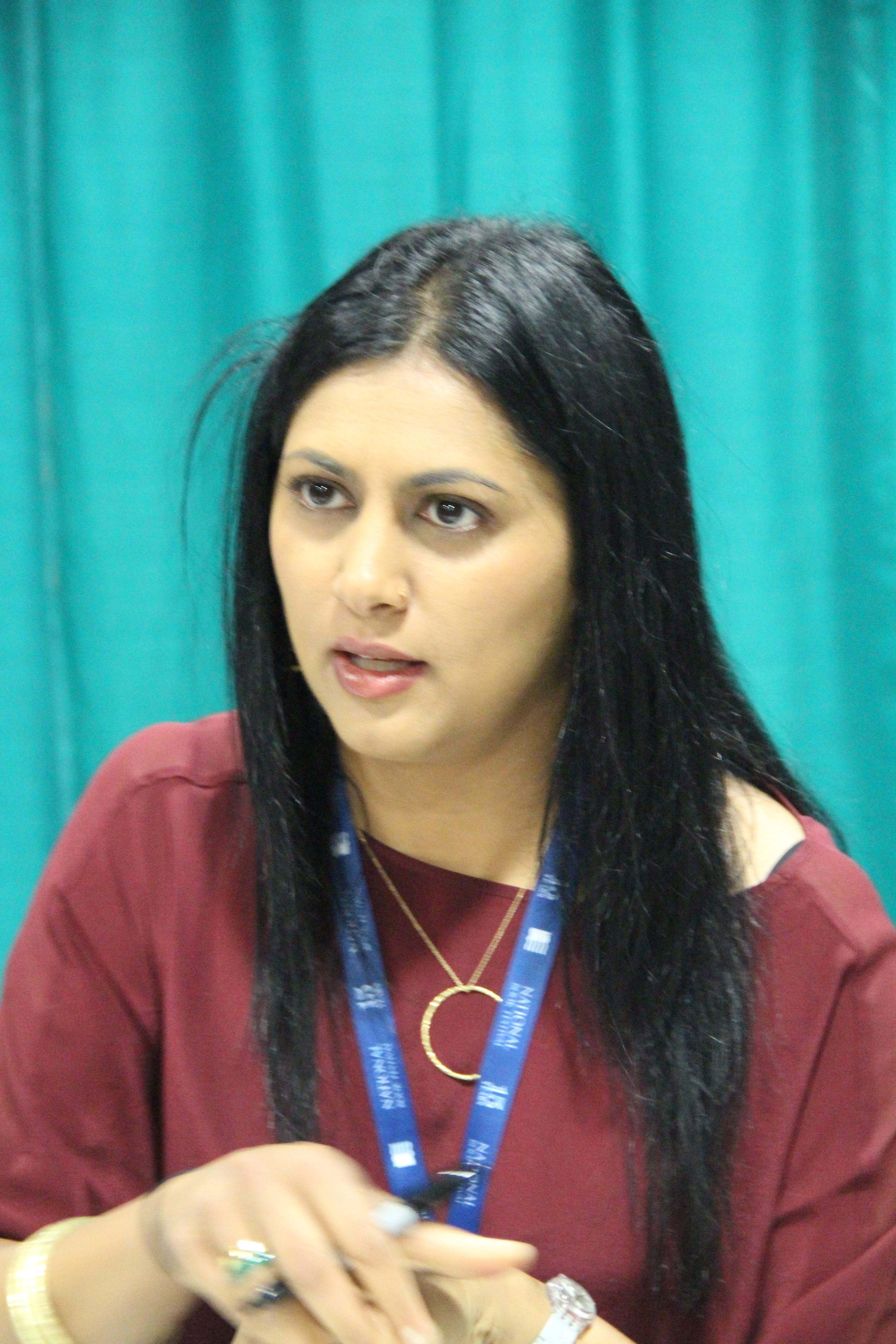
Sabaa Tahir (2015)

Sabaa Tahir (* 7. November 1983) in London ist eine pakistanisch-amerikanische Schriftstellerin.

## Leben
Tahir wurde als Tochter muslimisch-pakistanischer Einwanderer in London geboren. Als sie ein Jahr alt war, wanderte die Familie nach Ridgecrest in Kalifornien aus, wo ihre Eltern in der Mojave-Wüste als Eigentümer ein Motel betrieben. Dort war ihre Familie eine der wenigen mit südasiatischem Hintergrund. Tahir erlebte als Kind rassistische Erfahrungen und hatte Schwierigkeiten, von anderen Kindern in der Nachbarschaft einbezogen zu werden.
Da ihre Familie keinen Fernseher besaß, beschäftigte sich Tahir mit Geschichten in Büchern und im Radio.  Unter anderen wurde sie von Joanne K. Rowling, Terry Brooks und Antoine de Saint-Exupery geprägt. Auch führte sie Interviews  mit den Motelgästen, was sie später dazu motivierte, eigene Geschichten zu verfassen.
Nach Absolvierung der Sherman E. Burroughs High School, nahm sie ein Studium an der UCLA auf. Während ihres Studiums absolvierte sie ein Praktikum bei der Washington Post. Nach ihrem Abschluss nahm sie dort eine Stelle als Lektorin an.  Die intensive Begegnung mit Berichten über den Nahen Osten führte dazu, dass sie 2015 ihren ersten Roman „Elias & Laia – Die Herrschaft der Masken“ veröffentlichte. Dieser erreichte den zweiten Platz in der Bestseller-Liste der New York Times und wurde von Amazon.de als bestes Buch für junge Erwachsene im Mai 2015 gewählt. Paramount Pictures plant eine Verfilmung des Werkes mit dem Filmproduzenten Mark Johnson.
Tahir lebt derzeit in der San Francisco Bay Area.

## Auszeichnungen
- 2022: National Book Award for Young People’s Literature für All My Rage

## Werke
Tahir schreibt Fantasy & Science-Fiction für Jugendliche und Erwachsene. Ihr erstes Werk Elias & Laia – Die Herrschaft der Masken handelt von einem Mädchen, das ihren Bruder aus dem Gefängnis befreien will. Gleichzeitig versucht ein Soldat, sich vom herrschenden Regime zu befreien.
Der im August 2016 erschienene Roman Elias & Laia – Eine Fackel im Dunkel der Nacht baut auf diese Geschichte auf. Am 12. Juni 2018 wird das bisher nur auf Englisch vorliegende Buch „A Reaper at the Gates“ veröffentlicht.

## Veröffentlichungen
- 2015: Elias & Laia – Die Herrschaft der Masken (An Ember in The Ashes), One, Köln, ISBN 978-3-8466-0009-2.
- 2016: Elias & Laia – Eine Fackel im Dunkel der Nacht (A Torch Against the Night), One, Köln, ISBN 978-3-8466-0038-2.
- 2018: A Reaper at the Gates, HarperCollins, New York, ISBN 978-0-00-828875-4.